# Cul et Chemise
Pour plus de détails, voir Fiche technique et Distribution.
Cul et Chemise (Titre original: Io sto con gli ippopotami) est un film italien d'Italo Zingarelli sorti en 1979.

## Synopsis
En Afrique, il y a bien des années, Slim et Tom (Terence Hill et Bud Spencer), deux cousins blancs, déjouent malgré eux un trafic d'animaux supervisé par l'ignoble Ormond, un ancien champion du monde de boxe poids lourds.
Aventuriers en mal d'action, Slim et Tom ne cessent de se chamailler. Pourtant, ils sont cousins germains, aussi font-ils front commun lorsqu'il s'agit de se débarrasser des importuns, les hommes d'Ormond par exemple, de vrais « casse-pieds » qui veulent imposer leur loi et celle de leur patron, en l'occurrence Jack "Hammer" Ormond, potentat anglo-saxon établi dans cette contrée d'Afrique sous juridiction britannique, où il ne cesse de s'enrichir en capturant les animaux sauvages de la jungle et les ivoires pour les revendre à prix d'or sur le marché américain...

## Fiche technique
- Titre original : Io sto con gli ippopotami
- Réalisation : Italo Zingarelli
- Scénario : Italo Zingarelli, Barbara Alberti, Amedeo Pagani et Vincenzo Mannino.
- Producteur : Roberto Palaggi
- Musique : Walter Rizzati Grau Grau Grau interprété par Bud Spencer
- Directeur de la photographie : Alace Parolin
- Montage : Claudio Cutry
- Costumes : Luciano Sagoni
- Pellicule 35 mm, format 1.85
- Genre : Film d'aventures, comédie
- Pays :  Italie
- Durée : 108 minutes
- Date de sortie :
  - Espagne : 1er décembre 1979
  - France : 5 décembre 1979
  - Allemagne de l'Ouest : 13 décembre 1979

## Distribution
- Terence Hill (VF : Dominique Paturel) : Slim
- Bud Spencer (VF : Claude Bertrand) : Tom
- Joe Bugner (VF : Patrick Préjean) : Jack "Hammer" Ormond
- May Dlamini (VF : Paule Emanuele) : Mama Leone
- Dawn Jürgens : Stella
- Malcolm Kirk (VF : Henry Djanik) : l'Homme d'Ormond au crâne rasé
- Ben Masinga (VF : Jean Berger) : Jason, le docteur
- Les Marcowitz (VF : Marc François) : Trixie
- Johan Naude : l'Homme d'Ormond au « bras de fer »
- Sandy Nkomo (VF : Sady Rebbot) : le père de Stella
- Hugh Rouse : le commissaire
- Mike Schutte : Lumpi
- Kosie Smith : l'Homme d'Ormond moustachu
- Joseph Szucs
- Nick van Rensburg

## À noter
- Être comme cul et chemise est une expression signifiant être inséparables.
- L'avion au début du film est un Douglas DC 3 tandis que le bateau, à la fin, est un Lockheed Ventura.
- Joe Bugner, qui joue le rôle du méchant (Ormond) adepte de boxe, est un vrai boxeur professionnel. Il fut champion d'Europe poids lourds. Il fit notamment 2 combats contre Mohamed Ali en 1973 et 1975, qu'il perdit seulement aux points. Il a pris sa retraite de la boxe en 1999.
- Lorsque Tom fait visiter un village d'indigènes à ses touristes, il prétend que la civilisation n'y a jamais mis les pieds. Puis Slim lui jette une bouteille de Coca Cola vide en lui demandant ce que c'est. Un détail conceptuel que l'on trouvera plus tard dans le film sud-africain Les Dieux sont tombés sur la tête.
- Sur l'édition DVD, certaines scènes ont été raccourcies de quelques passages, notamment en ce qui concerne la scène du déjeuner avec Ormond (un passage durant lequel Tom retient la table des entrées pendant qu'Ormond goûte une bouteille de vin).